# Ornumer Noor
Das Ornumer Noor (dänisch Ornum Nor) liegt etwas östlich von Missunde im Kreis Rendsburg-Eckernförde in Südschleswig (Schleswig-Holstein). Es handelt sich um die schmalste der als Noore bezeichneten Seitenbuchten der Schlei mit einer sehr engen, nur wenige Meter breiten Ausmündung. Der Name geht auf das nahe gelegene Gut Ornum zurück.
Das Noor liegt in einer natürlichen weichselzeitlichen Rinne. Der Mündungsbereich des Zuflusses, der Koseler Au, ist weitgehend verlandet. Das Wasser hat mit 1 bis 2 ‰ etwa den gleichen Salzgehalt wie die Schlei bei Missunde. 
Das Noor und der Unterlauf der Koseler Au sind ein wichtiges Laichgewässer für verschiedene in der Schlei lebende Süßwasser-Fischarten (Hecht, Barsch, Aal, Brasche, Plötze). Die Fischereigerechtsame (Nutzungsrecht an einem bestimmten Gewässerabschnitt) liegt seit 1789 beim Gut Ornum.